# Lycastopsis amboinensis
Lycastopsis amboinensis är en ringmaskart som beskrevs av Pflugfelder 1933. Lycastopsis amboinensis ingår i släktet Lycastopsis och familjen Nereididae. Inga underarter finns listade i Catalogue of Life.